# Stefan de Walle

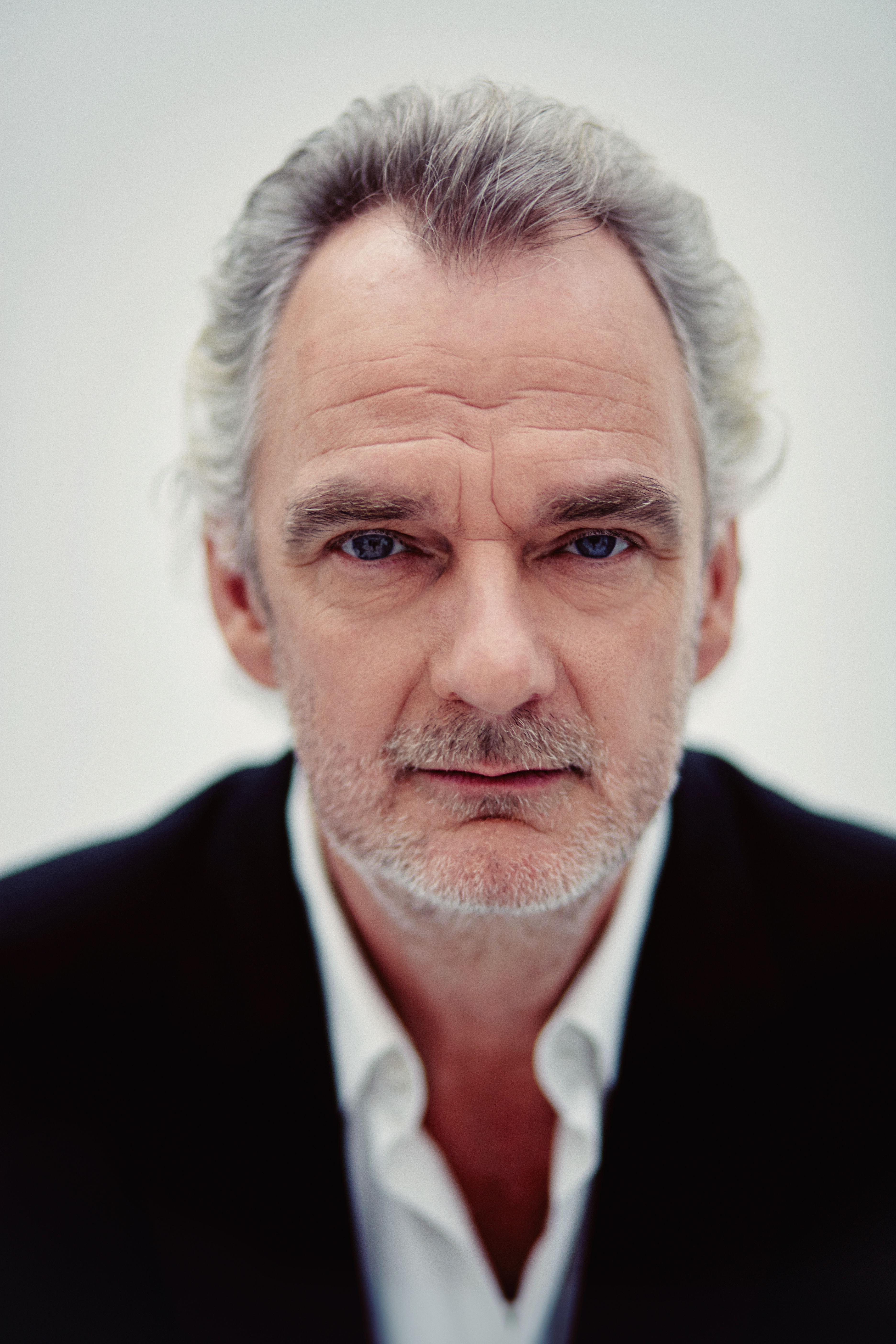

Stefan de Walle (* 16. September 1965 in Den Haag) ist ein niederländischer Schauspieler. Seit 2001 ist er dem Het Nationale Toneel verbunden.

## Biografie

### Jugend
Stefan de Walle wurde als Sohn eines bildenden Künstlers in Den Haag geboren. Als er sieben Jahre alt war, zog die Familie nach Twello bei Deventer, wo er die „Wilpse Dijkschool“ (Schule) besuchte. Anschließend nahm er den Unterricht in der Waldorfschule in Zutphen. Er studierte an der Toneelschool Arnhem, wo er 1989 das Examen machte.

### Theaterlaufbahn
Nach seinem Studium spielte De Walle beim RO Theater in Rotterdam. 2001 wechselte er zum Het Nationale Toneel. Hier trat er jedes Jahr in verschiedenen Produktionen auf. 2010 sprach er sich zusammen mit 500 weiteren Mitgliedern der Socialistische Partij (SP) öffentlich gegen Kürzungen des staatlichen Kulturetas aus.

### Flodder
Einem größeren Publikum, auch in Deutschland, wurde Stefan de Walle bekannt durch seine Rolle als Sohn Klaus in der Fernsehserie Flodder, sowie in den Spielfilm Flodder Forever. Wobei sein Auftritt erst in diesem dritten Spielfilm erfolgt; in den ersten beiden Spielfilmen (welche vor der Serie liefen) wurde Klaus noch von René van ’t Hof dargestellt.
Er war, wie auch seine Filmschwester Tatjana Šimić anwesend, als während einer privaten Feier im Flodder-Studio in Almere ihr Kollege Coen van Vrijberghe de Coningh (er spielte den Johnnie Flodder) einen plötzlichen Herzstillstand erlitt und starb. Dieser Vorfall hinterließ zeitlebens einen bleibenden Eindruck auf De Walle. Er war einer der Sargträger auf De Coninghs Beerdigung. De Coningh war es der zusammen mit De Walle die Idee für die Folge 5.6 Egotrip hatte, worin Johnnie und Klaus ihre Identität tauschen.
2007 sah man De Walle erneut in einer Produktion des Flodder-Regisseurs Dick Maas, in dem Film Moordwijven.
Die Flodder-Serie ist die am häufigsten wiederholte Serie im niederländischen Fernsehen. Das hatte zur Folge, dass De Walle 2008 zusammen mit einigen anderen Schauspielern vor Gericht zog, weil sie schon lange keine Vergütung mehr für diese Wiederholungen erhielten. 2011 wurde die Klage erfolgreich beschieden. 2020 gab er sein Mitwirken an der Dokumentation De Dick Maas Methode bekannt.

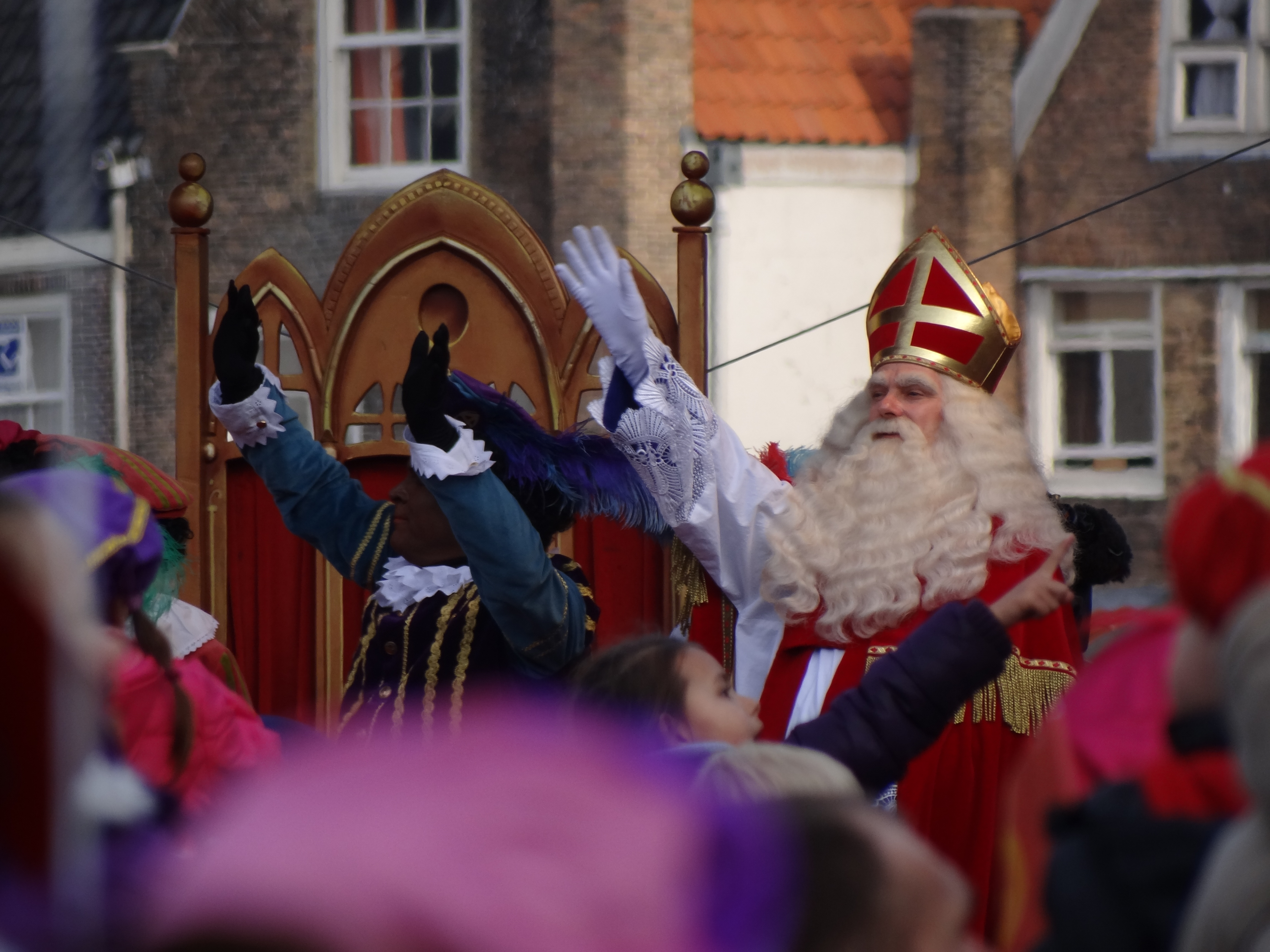
Stefan de Walle als Sinterklaas in Dordrecht (2011)

### Sinterklaas
Seit 2011 spielt er im öffentlich-rechtlichen Rundfunk landesweit den Sinterklaas, als Nachfolger von Bram van der Vlugt. De Walle wurde zuvor von seinem Bühnenkollegen (Kopenhagen) Van der Vlugt angesprochen, ob er diese Aufgabe übernehmen wolle. Gleich zu Beginn übernahm er den Intocht van Sinterklaas und die Auftritte im Sinterklaasjournaal.

## Auszeichnungen
2010 und 2013 empfing er den Arlecchino, den Theaterpreis für die beste männliche Nebenrolle für seinen Auftritt in Der Kirschgarten (De Kersentuin) und Spieltrieb (Speeldrift). Für seine Hauptrolle in dem Film De Marathon wurde er jeweils als bester Schauspieler für das Goldene Kalb und den Rembrandt Award nominiert. Das Stück Kopenhagen, worin De Walle neben Bram van der Vlugt und Liz Snoijink, eine der Hauptrollen bekleidete, wurde 2009 mit dem Toneel Publieksprijs ausgezeichnet.

## Theaterrollen
Von 1989 bis 2001 spielte beim Rotterdamer RO Theater. 2001 wechselte er zum Het Nationale Toneel.
- Het stenen bruidsbed (Regie Johan Doesburg, 2013)
- Speeldrift (Regie Casper Vandeputte, 2012/2013)
- Koninginnenacht (Regie Franz Wittenbrink, 2011/2012)
- Sommernachtstraum (Regie Theu Boermans, 2011/2012, nominiert für den Toneel Publieksprijs)
- Faust I & II (Regie Johan Doesburg, 2010/2011, u. a. mit Jaap Spijkers und Sophie van Winden)
- Der Kirschgarten (2010) u.a mit Betty Schuurman und Anniek Pheifer
- Kopenhagen (2010, Wiederaufführung) u. a. mit Bram van der Vlugt und Liz Snoijink.
- Glenn Gould (2010, Wiederaufführung)
- Hollandse Spoor (2008/2009)
- Kopenhagen (2008/2009)
- Thuisreis (2007/2008)
- Der Graf von Monte Christo (2007/2008, Wiederaufführung)
- Glenn Gould (2007/2008)
- De Graaf van Monte Cristo (2006/2007, nominiert für den Toneel Publieksprijs)
- Maria Stuart (2006/2007, nominiert für den Toneel Publieksprijs)
- Democraten (2005/2006)
- Triptiek (2005/2006)
- De methode van Ribadier (2004/2005)
- Ivanov (2004/2005)
- Warten auf Godot (2003/2004)
- Cyrano de Bergerac (2003/2004, nominiert für den Louis d’Or)
- Der Müll, die Stadt und der Tod (2003/2004, Wiederaufführung)
- De dochters van King Kong (2002/2003)
- Der Müll, die Stadt und der Tod (2002/2003)
- Gagarin Way (2001/2002)
- Geschichten aus dem Wiener Wald (2001/2002)
- Huis en Tuin (2001/2002)

## Filmografie

### Filme
- 1990: Han de Wit
- 1995: Flodder Forever
- 1995: Eenmaal geslagen, nooit meer bewogen
- 2001: De vriendschap
- 2002: Pietje Bell und das Geheimnis der schwarzen Hand (Pietje Bell)
- 2003: Kees de jongen
- 2003: Das Meer der Stille (Verder dan de maan)
- 2004: Ein Platz für Pluk (Pluk van de Petteflet)
- 2006: Afblijven
- 2006: Sportsmann des Jahrhunderts (De Sportman van de Eeuw)
- 2007: Killer Babes
- 2008: Hoe overleef ik mezelf?
- 2009: Terug naar de kust
- 2009: Het Sinterklaasjournaal – De Meezing Moevie
- 2010: De vliegenierster van Kazbek
- 2010: Held
- 2010: Iep!
- 2010: Majesteit Secretaris
- 2012: De Marathon
- 2012: De ontmaagding van Eva van End
- 2014: Das große Geheimnis (Oorlogsgeheimen)
- 2015: Hallo bungalow
- 2016: De crisiskaravaan
- 2016: Hoe het zo kwam dat de ramenlapper hoogtevrees kreeg
- 2017: Dummie de Mummie en de tombe van Achnetoet
- 2018: Dorst
- 2021: Meine beste Freundin Anne Frank (Mijn beste vriendin Anne Frank)

### Fernsehfilme
- 1993: De allerbeste wervers
- 1994: Moordenaarskop
- 1994: Semmelweis
- 1995: Bericht uit de bezemkast
- 2003: Boy Ecury
- 2004: Tussen twee mensen
- 2005: Offers
- 2006: De vogelaar
- 2009: Witte vis
- 2012: Doodslag
- 2018: Exportbabys (Fernsehminiserie)
- 2018: Heer & Meester
- 2018: Het leven is vurrukkulluk (nach einem Roman von Remco Campert)

### Fernsehserien
- 1990: Sprookjes van de Zee
- 1991: Laura & Lena Fhijnbeenshow
- 1993: Ko de Boswachtershow
- 1993: Sjans – (Folge Viermaal is scheepsrecht)
- 1993–1995, 1998: Flodder (62 Folgen)
- 1996: Ovidius, de zoon van de zon
- 1996: Unit 13 (Folgen Deadline und Grof geschut)
- 1996: Zwarte sneeuw (Folgen 1.4 und 1.8)
- 1998: Baantjer (Folge De Cock en de moord op de buurman)
- 1998: Wij Alexander (Folge Deel 3)
- 1999: Babes (14 Folgen)
- 1999: De herders (8 Folgen)
- 1999: Leven en dood van Quidam Quidam
- 2000: Augias
- 2000: De aanklacht (Folge De zaak: Omar Bayik)
- 2000: Goede daden bij daglicht (Folge Champs liegen niet)
- 2000: Het onderpand
- 2000: In de clinch
- 2000: Wet & Waan – (Folge 4 Habeas corpus)
- 2001: Costa! (Folge Zwoele nachten voor een sprookjespaar)
- 2002: Baantjer (Folge De Cock en de moord op de haringkoning)
- 2002: Hartslag (Folge Als de lente komt)
- 2002: Intensive Care (Folge Het ongeluk)
- 2002–2020: De vloer op
- 2004: Sinterklaasjournaal
- 2005: Parels & Zwijnen (Folgen De ring und Lucy and Daisy)
- 2006: Keyzer & De Boer Advocaten (Folge Neukverlof)
- 2006: Koppels (fünf Folgen)
- 2006: Sprint! (Folge Jeepee)
- 2006: Waltz (Folge De ark van Willy)
- 2007: Feine Freundinnen (Gooische Vrouwen) (Folge Health & Body)
- 2009: TiTa Tovenaar
- 2010: Flikken Maastricht (Folge  4.3, Heksen)
- 2011: Seinpost Den Haag
- seit 2011: Sinterklaasjournaal
- 2012: Beatrix, Oranje onder vuur
- 2014: Nieuwe buren
- 2018: Exportbaby
- 2020: Niks te melden
- 2021: Welkom bij 70 jaar KinderTV
- 2022: Tweede Hans
- 2022: Welkom in de Middeleeuwen

### Theater
- Hanna van Hendrik – Hendrik (2022)

### Sprecher
- Tropenmuseum, Voiceover in einer Ausstellungsdokumentation (2004)
- 2003, 2004 in verschiedenen Radiowerbespots
- Fanfare, ein Film aus dem Jahr 2002
- Dokumentation: 400 Jahre Niederlande, Japan (2000)
- Meneer Rommel, Fernsehserie von 1992